# CDH9
CDH9‏ (Cadherin-9) هوَ بروتين يُشَفر بواسطة جين CDH9 في الإنسان.